# Club Atlético Sarmiento (Junín)
|  | No s'ha de confondre amb Club Atlético Sarmiento (Resistencia). |

El Club Atlético Sarmiento és un club de futbol argentí de la ciutat de Junín.

## Història

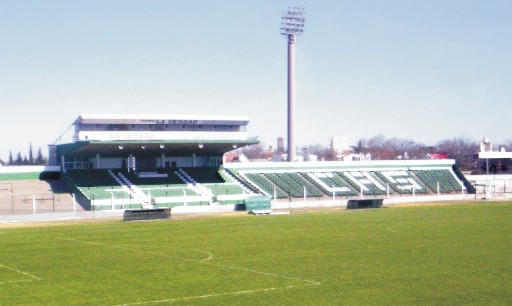
Estadi Eva Perón

El club va ser fundat el 1911, i s'afilià a l'AFA el 1952. Sarmiento ha jugat quatre temporades a primera divisió el 1981, 1982, 2015 i 2016.

## Palmarès
- Primera B: 3
  - 1980, 2003-04, 2011-12
- Primera C: 1
  - 1977